# Hyalobathra aequalis
Hyalobathra aequalis là một loài bướm đêm trong họ Crambidae.